# Madine (rivière)
Pour les articles homonymes, voir Madine et Lac de Madine.
La Madine, est une rivière française coulant dans les départements lorrains de la Meuse et de Meurthe-et-Moselle, et un affluent gauche du Rupt de Mad, et donc un sous-affluent du fleuve le Rhin par la Moselle.

## Géographie
De 18,8 km de longueur, la Madine coule dans la région de la Woëvre. Elle naît dans une zone boisée (forêt de Gobessart), située à l'est de la petite localité de Varnéville, au sein du parc naturel régional de Lorraine. Elle se dirige d'emblée vers le nord-est, direction qu'elle maintiendra à peu près sans méandres jusqu'à son confluent avec le Rupt de Mad au niveau de la localité de Bouillonville. 
Une importante retenue d'eau a été aménagée sur la Madine au début des années 1960. Celle-ci, destinée à alimenter la ville de Metz, a donné naissance au lac de Madine, devenu le lac le plus étendu de Lorraine. Ce lac est un important centre de tourisme et de détente. Il héberge aussi une faune aviaire remarquable, notamment d'oiseaux migrateurs.

### Communes traversées
La Madine baigne les communes suivantes :
- département de la Meuse : Varnéville, Montsec, Buxières-sous-les-Côtes, Richecourt et Nonsard-Lamarche
- département de Meurthe-et-Moselle : Pannes et Bouillonville.

## Affluents
Le principal affluent de la Madine est le Grand ruisseau, dont la source se trouve au niveau de la fontaine de l'abreuvoir (Bouxières-sous-les-côtes).

## Hydrologie
Son régime hydrologique est dit pluvial.

### La Madine au confluent du Rupt de Mad
Le module de la Madine, au confluent du Rupt de Mad vaut 1,01 m3/s pour un bassin versant de 107,1 km2. 

### Lame d'eau et débit spécifique
La lame d'eau écoulée dans le bassin est de 297 millimètres/an, ce qui est assez abondant, mais modéré pour la Lorraine, un peu inférieur à celle de la moyenne de la France, tous bassins confondus, mais assez largement inférieur à celle de la moyenne du bassin français de la Moselle (445 millimètres/an à Hauconcourt, en aval de Metz ). Son débit spécifique ou Qsp se monte à 9,43 litres par seconde et par kilomètre carré de bassin.

## Aménagements et écologie